# Publio Servilio Gémino
Publio Servilio Gémino  fue cónsul en el año 252 a. C., con Cayo Aurelio Cota durante la primera guerra púnica.

## Carrera política
Ambos cónsules condujeron la guerra en Sicilia contra los cartagineses y algunas ciudades fueron tomadas por ellos. Himera fue una de estas, pero sus habitantes habían sido evacuados previamente por los cartagineses.
En 248 a. C. fue cónsul por segunda vez con su antiguo colega y juntos sitiaron Lilibea y Drépano, mientras Cartalón estaba empeñado en hacer un ataque de diversión en la costa de Italia.